# Doux, Dur et Dingue
Série
Ça va cogner
(1980)
Pour plus de détails, voir Fiche technique et Distribution.
Doux, Dur et Dingue (Every Which Way But Loose) est un film américain réalisé par James Fargo, sorti en 1978.

## Synopsis
Philo Beddoe a une passion et un don pour les bagarres. Cela lui permet de gagner sa vie en participant à des combats de boxe à poings nus. 
Il est accompagné de Clyde, un orang-outan, et de son ami Orville. Il tombe amoureux d'une chanteuse, Lynn Halsey-Taylor, qu'il recherche de ville en ville, poursuivi par un gang de motards, « les veuves noires », et par deux policiers.

## Fiche technique
- Titre original : Every Which Way But Loose
- Titre français : Doux, Dur et Dingue
- Réalisation : James Fargo
- Scénario : Jeremy Joe Kronsberg (en)
- Photographie : Rexford L. Metz
- Montage : Joel Cox et Ferris Webster
- Musique : Steve Dorff
- Production : Robert Daley
- Société de production : The Malpaso Company
- Société de distribution : Warner Bros.
- Pays de production :  États-Unis
- Langue originale : anglais
- Dates de sortie : 
  - États-Unis : 20 décembre 1978
  - France : 4 avril 1979

## Distribution
- Clint Eastwood (V. F. : Jean-Claude Michel) : Philo Beddoe
- Sondra Locke (V. F. : Brigitte Morisan) : Lynn Halsey-Taylor
- Geoffrey Lewis (V. F. : Georges Aubert) : Orville Boggs
- Beverly D'Angelo (V. F. : Sylvie Feit) : Echo
- Walter Barnes (V. F. : Raoul Delfosse) : Tank Murdock
- Roy Jenson (V. F. : Claude Dasset) : Woody
- James McEachin (V. F. : Sady Rebbot) : Herb
- Bill McKinney (V. F. : Jacques Deschamps) : Dallas
- William O'Connell : Elmo
- John Quade (V. F. : Paul Mercey) : Cholla, chef des veuves noires
- Gregory Walcott (V. F. : Claude Bertrand) : Putnam
- Ruth Gordon (V. F. : Marie Francey) : Mémé
- Joyce Jameson (V. F. : Paule Emanuele) : Sybil
- Dan Vadis (V. F. : Georges Atlas) : Frank
- Jeremy Joe Kronsberg (en) : Bruno
- Al Stellone (V. F. : Michel Barbey) : l'homme corpulent
- Sam Gilman (V. F. : Claude Joseph) : un ami de l'homme corpulent
- Guy Way (V. F. : Roger Lumont) : le barman du Carters Place
- Clay Hodges : Church, le 1er adversaire
- Michael Mann (V. F. : Serge Sauvion) : le manager de Church
- William J. Quinn : Kincaid
- Cary Michael Cheifer (V. F. : Henry Djanik) : le manager de Kincaid
- Richard Jamison (V. F. : Bernard Woringer) : Harlan, le petit ami de Lynn
- Bruce Scott (V. F. : Jacques Richard) : Schyler, un ami de Lynn
- Chuck Hicks : un camionneur
- Mike Wagner (V. F. : Serge Sauvion) : un camionneur
- Gary Davis, Scott Dockstader,	Orwin C. Harvey, Gene LeBell, Chuck Waters et Jerry Wills : les motards de Black Widow
- Manis : Clyde, l'orang-outan

## Autour du film
- Le film a eu une suite avec Ça va cogner, de Buddy Van Horn, en 1980.
- L'affiche est de Bob Peak.
- Le film est parodié dans l'album Hooray for Boobies des Bloodhound Gang, la série How I Met Your Mother, le film Shaun of the Dead, etc.